# Tuberaphis coreana
Tuberaphis coreana är en insektsart som beskrevs av Takahashi, R. 1933. Tuberaphis coreana ingår i släktet Tuberaphis och familjen långrörsbladlöss. Inga underarter finns listade i Catalogue of Life.